# 辜寛敏

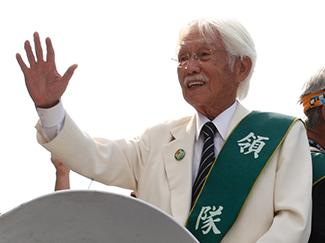
2008年

辜 寬敏（グー・クアンミン、こ かんびん、1926年10月15日 - 2023年2月27日）は、台湾の実業家、台湾独立運動家。中華民国総統府資政。父親は辜顕栄。異母兄は辜振甫（海峡交流基金会董事長）。リチャード・クー（エコノミスト）は息子。台湾人と日本人のハーフ。

## 経歴
1926年（大正15年）10月15日、日本統治時代の台湾台中州で、一代で財閥を築いた辜顕栄（辜顯榮）と日本人の妻・岩瀬芳子の間に生まれる。異母兄に辜振甫（台湾の財界人、台湾の中国との交流窓口機関・海峡交流基金会理事長）がいる。
旧制台北高等学校文科を経て、台北帝国大学政治学系（政治学科）に入学（卒業はしていない）。
1947年、二・二八事件が発生すると香港経由で日本に逃れ、台湾から日本への留学生たちを中心に組織された台湾独立運動団体である台湾青年会の設立に参加し、1965年には委員長となった。しかし、1972年に中華民国の事実上の指導者であった蔣経国の求めに応じ、秘密裏に帰国して対談したことにより台湾独立建国聯盟日本本部により除名処分を下されている。また文化事業へも積極的に関与し、『台湾春秋』『日本文摘』『黒白新聞週刊』などの雑誌を経営、日本での台湾独立系雑誌である『台湾青年』にも出資した。
2023年2月27日、台北市の病院にて96歳で死去。

## 政治活動
中華民国国歌の起立および歌唱拒否、2000年4月に台湾独立建国聯盟の名義で『ワシントン・ポスト』に自費での意見広告を掲載し、台湾での政権交代が実現した後の台湾独立を主張、翌年11月には『ニューヨーク・タイムズ』に一つの中国政策への批判などを掲載した。2006年10月15日、陳水扁など民主進歩党関係者による辜の米寿祝宴の席上で誕生日プレゼントに“正名”、“憲法制定”、“台湾政権の継続”を要望し、また「第二共和憲法」の概念を発表するなど、台湾独立派として活動した。
2008年5月、81歳のとき、陳水扁辞任後の民進党の主席選挙に立候補し投票数の37.61%を獲得したが、57.14%を得た蔡英文に敗れた。
2020年4月、選挙委員会に自身の団体が作った自主憲法案の国民投票を求めたが却下され、行政訴訟を起こした。
2021年8月26日、裁判所は憲法改正案の作成は行政院の権利であり、国民が有しているのは投票の権利のみである、この国民投票に拘束力はなく立法院を介さない迂回した手法は憲法に準じていないとして、訴えを退けた。また、辜らが作成した憲法草案で用いられている「台湾の現状」「台湾の現状と一致する」といった文言には立場によって解釈余地があり不十分だとした。